# (154) Bertha
(154) Bertha est un astéroïde de la ceinture principale découvert par les frères Paul Henry et Prosper-Mathieu Henry le 4 novembre 1875, mais on a donné le crédit de la découverte à Prosper-Mathieu Henry.
Le nom provient probablement de Berthe Martin-Flammarion, la sœur de l'astronome Camille Flammarion.